# Liste der Naturdenkmale in Weil im Schönbuch
| Naturdenkmale | Anzahl |
| ------------- | ------ |
| FND           | 18     |
| END           | 29     |
| Gesamt        | 47     |

Die Liste der Naturdenkmale in Weil im Schönbuch nennt die verordneten Naturdenkmale (ND) der im baden-württembergischen Landkreis Böblingen liegenden Gemeinde Weil im Schönbuch. In Weil im Schönbuch gibt es insgesamt 47 als Naturdenkmal geschützte Objekte, davon 18 flächenhafte Naturdenkmale (FND) und 29 Einzelgebilde-Naturdenkmale (END).
Stand: 1. November 2016.

## Flächenhafte Naturdenkmale (FND)
| Name                                   | Bild | Kennung     | Einzelheiten      | Position | Fläche Hektar | Datum        |
| -------------------------------------- | ---- | ----------- | ----------------- | -------- | ------------- | ------------ |
| Baumgruppe beim Forsthaus              | BW   | 81150510017 | Weil im Schönbuch | ⊙        | 0,1           | 25. Mai 1994 |
| Feuchtbiotop Aischbachursprung         | BW   | 81150510015 | Weil im Schönbuch | ⊙        | 2,5           | 25. Mai 1994 |
| Feuchtbiotop am Laubbach               | BW   | 81150510029 | Weil im Schönbuch | ⊙        | 1,1           | 25. Mai 1994 |
| Feuchtbiotop Glaswasen                 | BW   | 81150510007 | Weil im Schönbuch | ⊙        | 0,1           | 25. Mai 1994 |
| Feuchtbiotop Grubenhau                 | BW   | 81150510028 | Weil im Schönbuch | ⊙        | 4,8           | 25. Mai 1994 |
| Feuchtbiotop Klinge                    | BW   | 81150510025 | Weil im Schönbuch | ⊙        | 1,6           | 25. Mai 1994 |
| Feuchtbiotop Rohrwiesen                | BW   | 81150510019 | Weil im Schönbuch | ⊙        | 0,8           | 25. Mai 1994 |
| Hangquellwiesen Hohenreute             | BW   | 81150510031 | Weil im Schönbuch | ⊙        | 2,6           | 25. Mai 1994 |
| Hangquellwiesen Hohenreute/Niederreute | BW   | 81150510032 | Weil im Schönbuch | ⊙        | 3,2           | 25. Mai 1994 |
| Hangquellwiesen Rennenwiesen           | BW   | 81150510027 | Weil im Schönbuch | ⊙        | 1,7           | 25. Mai 1994 |
| Hohlweg Träger                         | BW   | 81150510040 | Weil im Schönbuch | ⊙        | 0,4           | 25. Mai 1994 |
| Pflanzenstandort Brühl                 | BW   | 81150510042 | Weil im Schönbuch | ⊙        | 0,2           | 25. Mai 1994 |
| Pflanzenstandort Dörschach             | BW   | 81150510036 | Weil im Schönbuch | ⊙        | 0,8           | 25. Mai 1994 |
| Pflanzenstandort Kalkofen              | BW   | 81150510030 | Weil im Schönbuch | ⊙        | 0,9           | 25. Mai 1994 |
| Pflanzenstandort Osterhalde            | BW   | 81150510033 | Weil im Schönbuch | ⊙        | 2,5           | 25. Mai 1994 |
| Pflanzenstandort Ramsbach              | BW   | 81150510034 | Weil im Schönbuch | ⊙        | 1,3           | 25. Mai 1994 |
| Rhätsandsteinbruch im Holzapfelplan    | BW   | 81150510005 | Weil im Schönbuch | ⊙        | 0,3           | 25. Mai 1994 |
| Talwiesen Glaswasen                    |      | 81150510008 | Weil im Schönbuch | ⊙        | 1,0           | 25. Mai 1994 |
| Legende für Naturdenkmal               |      |             |                   |          |               |              |

## Einzelgebilde (END)
| Name                                       | Bild           | Kennung     | Einzelheiten                                                                       | Position | Fläche Hektar | Datum         |
| ------------------------------------------ | -------------- | ----------- | ---------------------------------------------------------------------------------- | -------- | ------------- | ------------- |
| Bergahorn am Franzensträßle                |                | 81150510001 | Weil im Schönbuch                                                                  | ⊙        | 0,0           | 30. Mai 1994  |
| Buchendrilling im Sauerschlatt             |                | 81150510003 | Weil im Schönbuch                                                                  | ⊙        | 0,0           | 25. März 1994 |
| Doppeleiche auf dem Unteren Günzberg       | BW             | 81150510039 | Weil im Schönbuch                                                                  | ⊙        | 0,0           | 25. Mai 1994  |
| Eiche am Aussichtsweg                      | BW             | 81150510021 | Weil im Schönbuch                                                                  | ⊙        | 0,0           | 30. Mai 1994  |
| Eiche am Roßhaldeweg                       | BW             | 81150510022 | Weil im Schönbuch                                                                  | ⊙        | 0,0           | 30. Mai 1994  |
| Eiche am Schellenwald                      | BW             | 81150510023 | Weil im Schönbuch                                                                  | ⊙        | 0,0           | 25. Mai 1994  |
| Eiche am Stern auf dem Oberen Günzberg     | BW             | 81150510037 | Weil im Schönbuch                                                                  | ⊙        | 0,0           | 25. Mai 1994  |
| Eiche an der Beethovenstrasse              | BW             | 81150510048 | Weil im Schönbuch                                                                  | ⊙        | 0,0           | 25. Mai 1994  |
| Eiche im Dörschach                         | BW             | 81150510035 | Weil im Schönbuch                                                                  | ⊙        | 0,0           | 25. Mai 1994  |
| Eiche im Glaswasen                         | BW             | 81150510006 | Weil im Schönbuch                                                                  | ⊙        | 0,0           | 25. März 1994 |
| Eiche im Holzapfelplan                     | BW             | 81150510004 | Weil im Schönbuch                                                                  | ⊙        | 0,0           | 30. Mai 1994  |
| Eiche in den Rennenwiesen                  | BW             | 81150510026 | Weil im Schönbuch                                                                  | ⊙        | 0,0           | 25. Mai 1994  |
| Eiche in der Weiherhalde                   | BW             | 81150510045 | Weil im Schönbuch                                                                  | ⊙        | 0,0           | 25. Mai 1994  |
| Esche am Ochsenbach                        |                | 81150510009 | Weil im Schönbuch                                                                  | ⊙        | 0,0           | 30. Mai 1994  |
| Friedenslinde von 1918 auf der Diebshalde  | BW             | 81150510044 | Weil im Schönbuch                                                                  | ⊙        | 0,0           | 25. Mai 1994  |
| Gerichtslinde an der Dettenhäuser Straße   |                | 81150510018 | Weil im Schönbuch Gerichtslinde im Kulturdenkmal „Gerichtsstätte Unter den Linden“ | ⊙        | 0,0           | 30. Mai 1994  |
| Große Eiche im Hinteren Tannenacker        | weitere Bilder | 81150510011 | Weil im Schönbuch                                                                  | ⊙        | 0,0           | 30. Mai 1994  |
| Johannes-Huber-Linde an der Neuweiler Str. | BW             | 81150510043 | Weil im Schönbuch                                                                  | ⊙        | 0,0           | 25. Mai 1994  |
| Kastanie an der Totenbachmühle             | BW             | 81150510024 | Weil im Schönbuch                                                                  | ⊙        | 0,0           | 25. Mai 1994  |
| Linde am Altdorfer Weg                     | BW             | 81150510014 | Weil im Schönbuch                                                                  | ⊙        | 0,0           | 30. Mai 1994  |
| Linde am Hau                               | BW             | 81150510041 | Weil im Schönbuch                                                                  | ⊙        | 0,0           | 25. Mai 1994  |
| Linde an der Kirche                        |                | 81150510016 | Weil im Schönbuch                                                                  | ⊙        | 0,0           | 25. Mai 1994  |
| Linde an der Schafhauebene                 | BW             | 81150510002 | Weil im Schönbuch Nicht mehr in der LUBW-Datenbank vorhanden.                      | ⊙        | 0,0           | 25. März 1994 |
| Linde im Gässle                            | BW             | 81150510047 | Weil im Schönbuch                                                                  | ⊙        | 0,0           | 25. Mai 1994  |
| Mostbirnbaum-Bettlen                       | BW             | 81150510013 | Weil im Schönbuch                                                                  | ⊙        | 0,0           | 30. Mai 1994  |
| Sandigs Eichle an der Weiler Ebene         | weitere Bilder | 81150510012 | Weil im Schönbuch                                                                  | ⊙        | 0,0           | 30. Mai 1994  |
| Schlagbaumlinde                            |                | 81150510010 | Weil im Schönbuch                                                                  | ⊙        | 0,0           | 30. Mai 1994  |
| 2 Eichen auf dem Unteren Günzberg          | BW             | 81150510038 | Weil im Schönbuch                                                                  | ⊙        | 0,0           | 25. Mai 1994  |
| 2 Eichen in der Hirtengasse                | BW             | 81150510046 | Weil im Schönbuch                                                                  | ⊙        | 0,0           | 25. Mai 1994  |
| Legende für Naturdenkmal                   |                |             |                                                                                    |          |               |               |